# U Sedmi rybníků
U Sedmi rybníků je přírodní rezervace, byla vyhlášena v roce 1990 a nachází se u obce Vojtanov. Důvodem ochrany je ochrana a zachování významných vodních a pobřežních společenstev soustavy rybníků, potočního luhu, mokřadních společenstev a lesních porostů v povodí Vonšovského potoka. Území je zároveň zahrnuto do Evropsky významných lokalit v rámci soustavy Natura 2000.

## Popis oblasti
Chráněné území se nachází v mírném údolí Vonšovského potoka, ve kterém bylo na začátku 19. století vybudováno sedm rybníků, pospojovaných kanály. Z původních sedmi rybníků jich zůstalo zachovalých pět. Na zbytcích dvou jsou v současnosti mokřady. Mezi rybníky roste např. kozlík dvoudomý, vachta trojlistá, přeslička bahenní a ojediněle prstnatec májový.

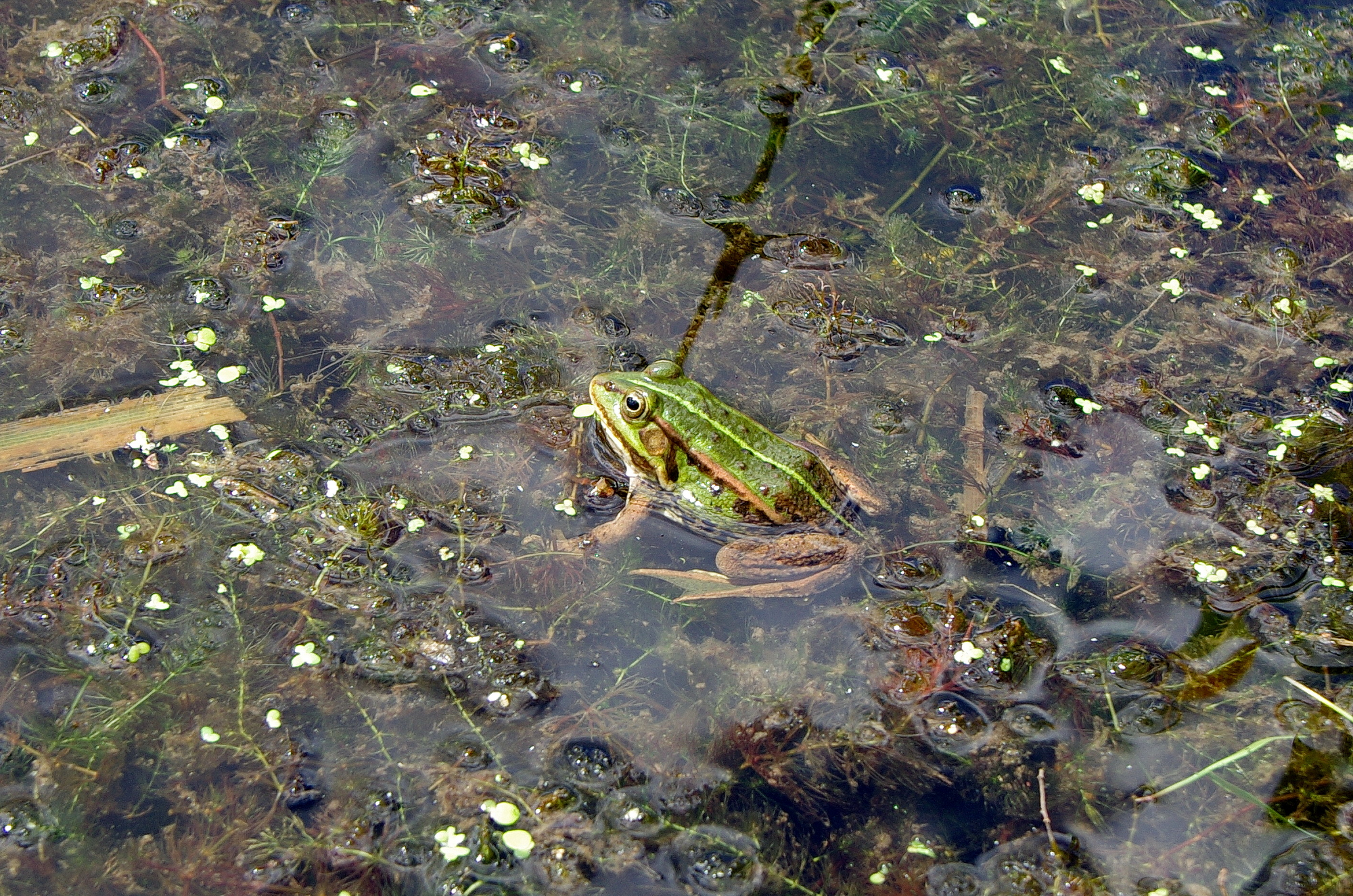
Skokan zelený v rybníčku v červenci 2015

Území je zařazeno mezi evropsky významné lokality kvůli výskytu chráněného čolka velkého. Kromě něj v lokalitě žije čolek obecný (Lissotriton vulgaris), čolek horský (Ichthyosaura alpestris), skokan zelený (Pelophylax esculentus), skokan ostronosý (Rana arvalis), skokan hnědý (Rana temporaria) a dále blatnice skvrnitá (Pelobates fuscus), ropucha obecná (Bufo bufo) či rosnička zelená (Hyla arborea).